# Limnantes
Limnantes (Limnanthes R. Brown) – rodzaj roślin jednorocznych z rodziny limnantesowatych (Limnanthaceae). W zależności od ujęcia systematycznego obejmuje 7 lub 8 gatunków. Rozwijają się wiosną w miejscach wilgotnych i na brzegach wiosennych rozlewisk w Ameryce Północnej, w większości w jej zachodniej części na południe od Oregonu. 
Limnantes Douglasa jest gatunkiem uprawianym jako roślina ozdobna, także w Polsce. Ze względu na nasiona zasobne w białka i woski, o właściwościach podobnych do tych pozyskiwanych z jojoby, jest potencjalnie ważną rośliną użytkową. Rośliny są spożywane jako warzywa sałatowe.

## Morfologia

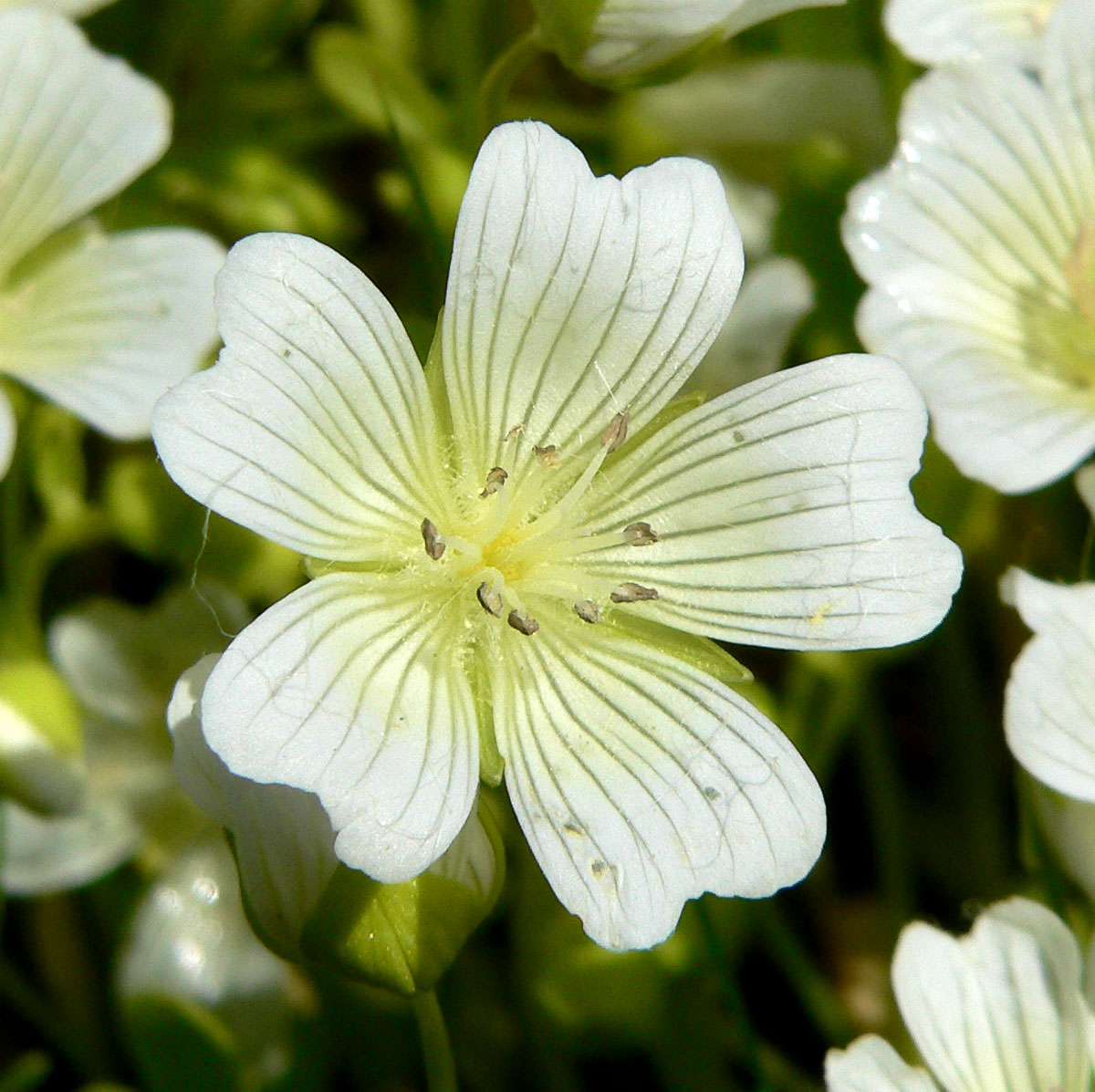
Kwiat Limnanthes vinculans

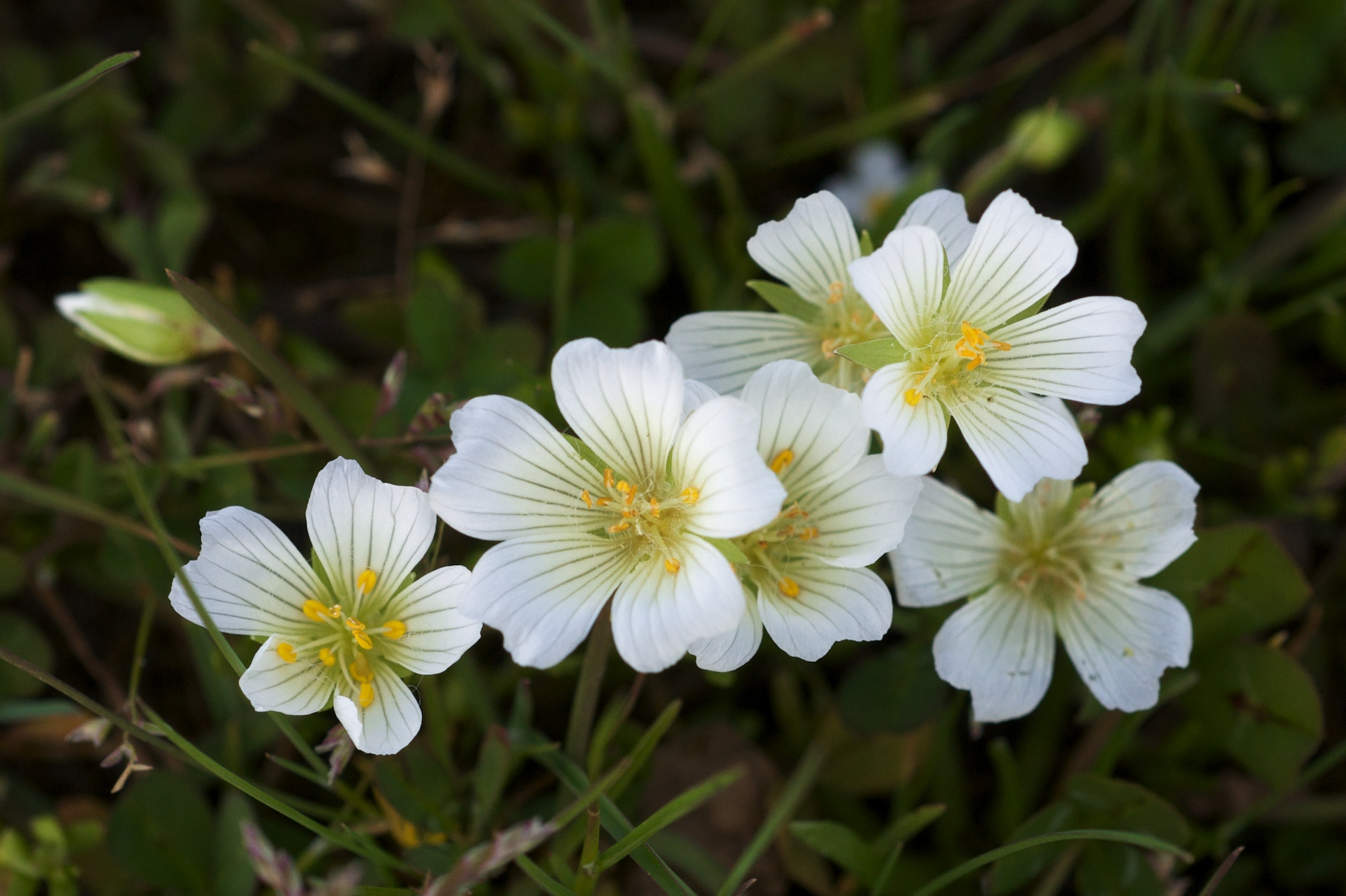
Limnanthes floccosa

PokrójRośliny roczne o miękkich, pokładających się łodygach osiągających do 50 cm długości, rzadziej pędy prosto wzniesione.
LiścieSkrętoległe, pierzasto wcinane lub podzielone, z listkami całobrzegimi lub w różnym stopniu wcinanymi.
KwiatyRozwijają się na wzniesionych szypułach i są zwykle 5-krotne, rzadziej 4-krotne. Działek kielicha jest 5, rzadziej 4, mają kształt od owalnego do równowąskiego. Płatki zwykle dłuższe od działek, barwy białej, żółtej, różowej lub z żółtym środkiem i białym obrzeżeniem. Pręcików jest 8 lub 10, u nasady zawierają miodniki. Zalążnia górna, powstaje z 4–5 owocolistków i zwieńczona jest odpowiadającą im liczbą łatkami znamion.
OwoceRozłupnie owalne lub kuliste, zawierające kilka nasion.

## Systematyka
Pozycja systematyczna według APweb (aktualizowany system APG IV z 2016)
Rodzaj z rodziny limnantesowatych Limnanthaceae z rzędu kapustowców (Brassicales). W obrębie rodzaju wyróżnia się dwie sekcje – Limnanthes z działkami odgiętymi podczas owocowania i Inflexae – z działkami zagiętymi i otulającymi owoc podczas owocowania.
Wykaz gatunków
- sekcja Limnanthes
  - Limnanthes bakeri J.T. Howell
  - Limnanthes douglasii R. Br. – limnantes Douglasa[8]
  - Limnanthes howelliana Abrams (traktowany także jako synonim L. douglasii ssp. douglasii R. Br.[11])
  - Limnanthes macounii Trel.
  - Limnanthes vinculans Ornduff

- sekcja Inflexae
  - Limnanthes alba Hartw. ex Benth.
  - Limnanthes floccosa Howell
  - Limnanthes montana Jeps.